# Centruchoides laticornis
Centruchoides laticornis är en insektsart som beskrevs av Fowler. Centruchoides laticornis ingår i släktet Centruchoides och familjen hornstritar. Inga underarter finns listade i Catalogue of Life.